# 崔烈
崔 烈（さい れつ、? - 192年6月28日）は、中国後漢末期の政治家・軍人。字は威考。父は崔盤。子は崔鈞・崔州平。冀州博陵郡安平県（現在の河北省衡水市安平県）の人。
『後漢書』・『三国志』に記述がある。司徒・太尉・城門校尉。「漢故博陵太守孔府君碑」の碑陰に、「故吏、司徒掾」として名があることから、博陵郡の役人と司徒掾を経験していると推測される。

## 生涯
若いころから名高く、要職を歴任していた。
185年、霊帝の御代に売官制が行われた時、大金で司徒の官位を買い、自らの名声を失墜させた。また、子の崔均にも批判されるようになった。また、この時の崔均の発言から「銅臭」（銅銭の臭いが酷い金権政治）という成語が生まれた。以後も太尉など要職を務めた（なお崔烈の後任として、同じく大金を積んで187年に太尉となった曹嵩は、曹操の父である）。
西において韓遂・王国らが異民族と結んで反乱を起こすと、その対策として涼州を放棄する案を提案し、傅燮に激しく批判された。
霊帝没後、十常侍による何進暗殺と、袁紹らによる宦官誅殺事件により後漢朝が混乱すると、段珪が連れ去った霊帝の子の少帝と陳留王（後の献帝）を保護した。しかし、その後の董卓の専横の前には無力であり、関東に逃れた袁紹の挙兵に子の崔均が賛同したため、投獄されている。
董卓が王允・呂布らに暗殺された後、董卓の残党が蜂起すると城門校尉として長安を守備したものの、李傕らが長安を占拠すると、王允ら他の多くの官人と共に殺害された。
小説『三国志演義』では、架空の弟である崔毅の兄として名前だけ登場する。のちに城門校尉として登場し、董卓の仇討にきた李傕・郭汜らの放縦により国難に殉じて戦死した。

## 参考資料
- 『三国志』
- 『後漢書』